# Rohatyn
Rohatyn (in ucraino Рогатин?, in polacco Rohatyn) è una città ucraina (7 521 abitanti) nel distretto di Ivano-Frankivs'k, nell'oblast' di Ivano-Frankivs'k. Ospita l'amministrazione della comunità territoriale di Rohatyn, una delle comunità territoriali dell'Ucraina
Fino al 18 luglio 2020 Rohatyn è stata il centro amministrativo del distretto di Rohatyn, abolito come parte della riforma amministrativa dell'Ucraina, che ha ridotto a sei il numero dei distretti dell'oblast' di Ivano-Frankivs'k. L'area del distretto di Rohatyn è stata fusa nel distretto di Ivano-Frankivs'k.
È famosa per aver dato i natali a Roxelana, la concubina favorita di Solimano il magnifico. Divenuta in seguito sua sposa.

## Storia
Nel 1366 si parla della cittadina in quanto “fortezza” e nel 1390 in quanto “città”: lo sviluppo intensivo della città inizia nel 1415 quando ad essa sono attribuiti l'autonomia e i privilegi connessi con i diritti di Magdeburgo. Dal momento che Rohatyn apparteneva alle tenute reali del re polacco Casimiro III, è spesso passata da un proprietario all'altro. In altre epoche la città apparteneva a Vladislav Opolsky, poi a Volčko Pryslužyč fino Mykola. Dal 1387 la Galizia Orientale, tra cui Rohatyn, era governata dalla nobiltà polacca e così è stato fino al 1772. Le terre seguenti sono quindi appartenute al dominio polacco prima della nascita di Roxelana e dopo la morte.